# Albano Jerónimo
Albano Manuel da Silva Jerónimo (Vila Franca de Xira, Alhandra, 30 de junho de 1979) é um ator português.

## Biografia
Estudou na Escola Superior de Teatro e Cinema do Instituto Politécnico de Lisboa e estreou-se no cinema em Antes que o Tempo Mude, de Luís Fonseca (2003), tendo trabalhado depois com José Fonseca e Costa em O Fascínio e com José Farinha em O Inimigo Sem Rosto (2006).

## Televisão
| Ano         | Título                    | Personagem                     | Papel                 | Notas         | Canal   |
| ----------- | ------------------------- | ------------------------------ | --------------------- | ------------- | ------- |
| 2002 - 2003 | Lusitana Paixão           | Carlos Lencastre               | Protagonista          | —             | RTP1    |
| 2003 - 2004 | O Teu Olhar               | Rui Fonseca                    | Antagonista           | —             | TVI     |
| 2004        | Inspector Max             | Rui                            | Participação Especial | —             | TVI     |
| 2004        | Queridas Feras            | David                          | Elenco Secundário     | —             | TVI     |
| 2005        | Ninguém como Tu           | Tiago Nunes                    | Elenco Principal      | —             | TVI     |
| 2006        | Fala-me de Amor           | Pedro Novais                   | Co-Protagonista       | —             | TVI     |
| 2006 - 2007 | Tu e Eu                   | Francisco Maia                 | Co-Protagonista       | —             | TVI     |
| 2007        | O Dez                     | Timóteo                        | Protagonista          | —             | RTP1    |
| 2008        | Vila Faia                 | João Godunha                   | Protagonista          | —             | RTP1    |
| 2008 - 2012 | Liberdade 21              | Pedro Pimentel                 | Elenco Principal      | —             | RTP1    |
| 2010        | Cidade Despida            | André                          | Elenco Principal      | —             | RTP1    |
| 2011        | Mistérios de Lisboa       | Conde de Santa Bárbara         | Protagonista          | —             | RTP1    |
| 2012 - 2013 | Dancin' Days              | Duarte Sousa Prado de Oliveira | Protagonista          | —             | SIC     |
| 2013 - 2014 | Os Filhos do Rock         | Pedro Bettencourt              | Protagonista          | —             | RTP1    |
| 2014 - 2015 | Mulheres                  | Guilherme Fonseca              | Coadjuvante           | —             | TVI     |
| 2015 - 2016 | Santa Bárbara             | Alexandre Vidal                | Protagonista          | —             | TVI     |
| 2017 - 2018 | Paixão                    | Miguel Guerreiro               | Protagonista          | —             | SIC     |
| 2017 - 2018 | Vikings                   | Eufêmio                        | Elenco Recorrente     | 5.ª temporada | History |
| 2018        | Sara                      | Agente                         | Antagonista           | —             | RTP2    |
| 2019        | Nazaré                    | Félix Blanco                   | Antagonista           | 1.ª temporada | SIC     |
| 2021        | Até Que a Vida Nos Separe | Vasco                          | Elenco Principal      | —             | RTP1    |
| 2021        | Princípio, Meio e Fim     | Paulo                          | Elenco Principal      | —             | SIC     |
| 2023        | Flor Sem Tempo            | Jorge Valente                  | Co-Protagonista       | —             | SIC     |
| 2024 - 2025 | Senhora do Mar            | Padre Filipe Pinheiro          | Elenco Principal      | —             | SIC     |
| 2025        | Ruído                     | Vários papéis                  | Elenco Principal      |               | RTP1    |
| 2025- 2026  | Vitória                   | Henrique Mendonça              | Participação Especial |               | SIC     |

## Teatro
- 2008 : O mercador de Veneza (William Shakespeare)[1]
- 2009 : Menina Júlia (August Strindberg)
- 2009 : Emilia Galotti (Gotthold Lessing)[2]
- 2010 : Um elétrico chamado desejo (Tennessee Williams)
- 2011 : Glória ou como Penélope morreu de tédio (Cláudia Chéu)
- 2011 : Azul longe nas colinas (Dennis Potter)
- 2012 : Boris Yeltsin (Mickael de Oliveira)[3]
- 2013 : Violência: fetiche do homem bom (Cláudia Chéu)
- 2014 : Coriolano (William Shakespeare)
- 2015 : Oslo (Mickael de Oliveira)[4]
- 2015 : Pocilga (Pier Paolo Pasolini)
- 2016 : Quarteto (Heiner Müller)
- 2016 : Águas profundas + Terminal de aeroporto (Simon Stephens)[5]
- 2017 : Um Libreto para Ficarem em Casa seus Anormais (criação e encenação)
- 2022 : Orgia (Pier Paolo Pasolini)[6]

## Filmografia[7]
- A Torre Amarela, realização de Roberto Roque (2003), curta-metragem
- A Curiosidade Matou o Gato, realização de Rui Neto (2003), curta-metragem
- Antes Que o Tempo Mude, realização de Luís Fonseca (2003)
- O Fascínio, realização de José Fonseca e Costa (2003)
- O Castelo Andante, realização de Hayao Miyazaki (2004), dobragem
- Orfeu, realização de Luís Alves e Armanda Claro (2004), curta-metragem
- Antes de Amanhã, realização de Gonçalo Galvão Teles (2007), curta-metragem
- Same Room, Same Time, realização de Miguel Gaudêncio (2008), curta-metragem
- Passeio, realização de Sérgio Graciano (2009),  curta-metragem
- O Último Condenado à Morte, realização de Francisco Manso (2009)
- Como Desenhar um Círculo Perfeito, realização de Marco Martins (2009)
- Voodoo, realização de Sandro Aguilar (2010), curta-metragem
- Mercúrio, realização de Sandro Aguilar (2010), curta-metragem
- Anestesia, realização de Pedro Varela (2010), curta-metragem
- Mistérios de Lisboa, realização de Raúl Ruiz (2010)
- O Inimigo Sem Rosto, realização de José Farinha (2010)
- Um Dia Longo, realização de Sérgio Graciano (2011)
- A Morte de Carlos Gardel, realização de Solveig Nordlund (2011)
- Sinais de Serenidade Por Coisas Sem Sentido, realização de Sandro Aguilar (2012), curta-metragem
- Linhas de Wellington, realização de Valeria Sarmiento (2012)
- Florbela, realização de Vicente Alves do Ó (2012)
- Assim Assim, realização de Sérgio Graciano (2012)
- O Frágil Som do Meu Motor, realização de Leonardo António (2012)
- O Mundo Cai aos Bocados (e Ainda Assim as Pessoas Apaixonam-se), realização de Henrique Pina (2014), curta-metragem
- The Secret Agent, realização de Stan Douglas (2015)
- Fado, realização de Jonas Rothlaender (2016)
- Gelo, realização de Gonçalo Galvão Teles e Luís Galvão Teles (2016)
- Delírio em Las Vedras, realização de Edgar Pêra (2016)
- Mariphasa, realização de Sandro Aguilar (2017)
- A Herdade,  realização de Tiago Guedes (2019)

## Streaming
| Ano  | Projeto       | Papel  | Notas            | Canal   |
| ---- | ------------- | ------ | ---------------- | ------- |
| 2023 | Rabo de Peixe | Arruda | Elenco Principal | Netflix |

## Prémios
Troféus de Televisão TV 7 Dias/Impala
| Ano  | Prémio               | Resultado |
| ---- | -------------------- | --------- |
| 2021 | Séries - Melhor Ator | Indicado  |

## Vida pessoal
Albano Jerónimo tem duas filhas: Francisca Lucas Chéu de Magalhães Jerónimo, nascida a 21 de março de 2012 (13 anos), fruto da união de facto de mais de 10 anos, até 2014, com a poetisa, novelista, contista, atriz, dramaturga, encenadora e argumentista Cláudia Chéu; e Helena de Lemos Van Zeller de Magalhães Jerónimo, nascida a 10 de julho de 2021 (3 anos), fruto do casamento com a empresária do ramo vinícola Ana Francisca de Lemos Van Zeller (Porto, Nevogilde, 26 de agosto de 1986), com quem deu o nó a 26 de agosto de 2019, após cerca de 2 anos de namoro.